# Aromas (Frankrijk)
Aromas is een gemeente in het Franse departement Jura (regio Bourgogne-Franche-Comté) en telt 525 inwoners (2006). De plaats maakt deel uit van het arrondissement Lons-le-Saunier. Op 1 januari 2017 werd de gemeente Villeneuve-lès-Charnod aan Aromas toegevoegd. 

## Geografie
De oppervlakte van Aromas bedraagt 19,1 km², de bevolkingsdichtheid is 27,5 inwoners per km².

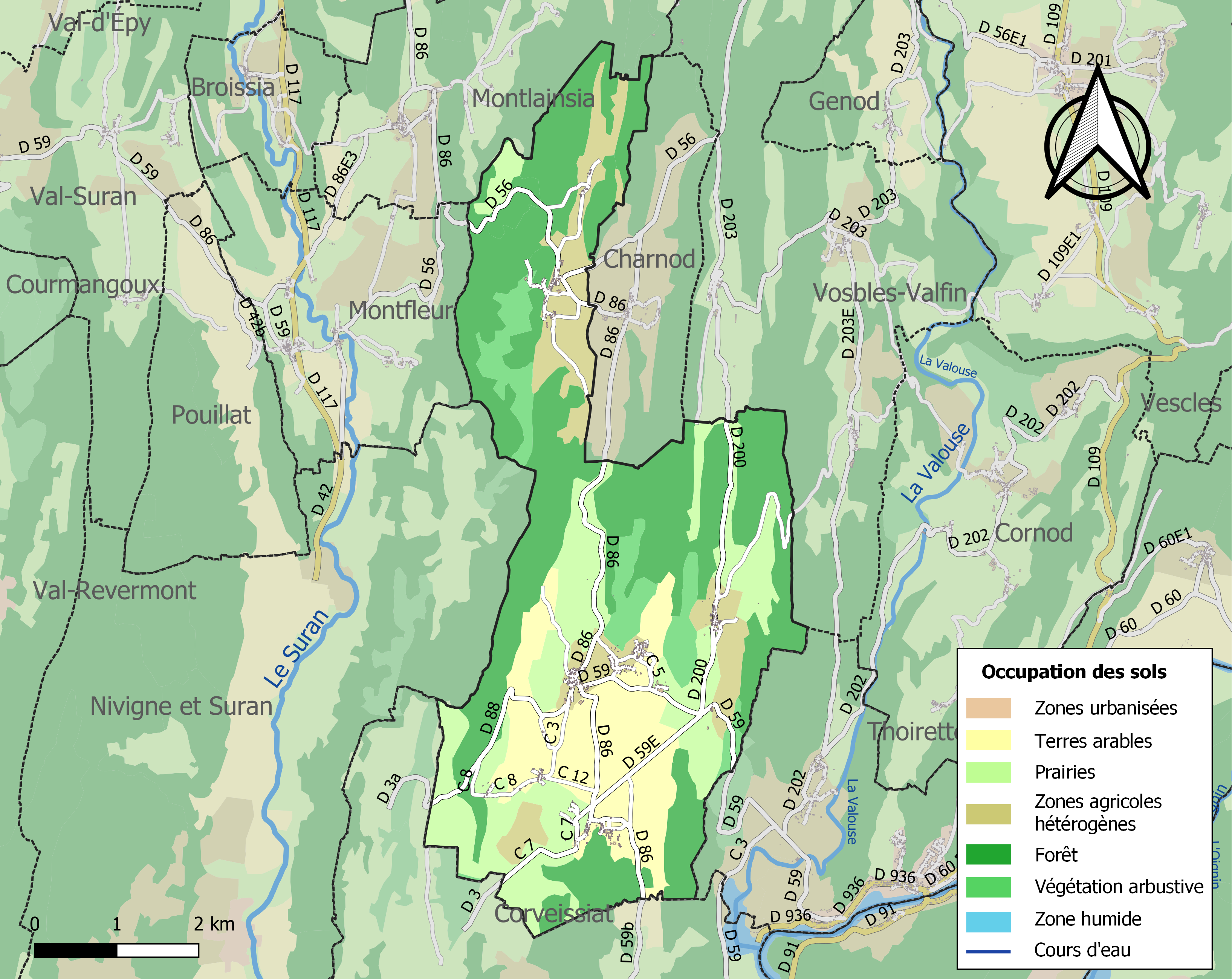
Kaart van de gemeente met de belangrijkste infrastructuur, bodemgebruik en omliggende gemeenten

## Demografie
Onderstaande figuur toont het verloop van het inwonertal (bron: INSEE-tellingen).